# Zarzuela del Pinar
Zarzuela del Pinar est une commune de la province de Ségovie dans la communauté autonome de Castille-et-León en Espagne.

## Géographie
Le village est entouré de pins, en particulier de pins résineux.

## Sites et patrimoine
- Église de la Exaltación de la Cruz
- Chapelle San Andrés
- Chapelle du Santo Cristo del Humilladero